# 하시도촌
하시도촌(橋戸村)은 사이타마현 니쿠라군에 있던 촌이다. 현재의 도쿄도 네리마구에 해당한다.